# Pressley Harvin III
Pressley Harvin III (Alcolu, Carolina del Sur, 17 de septiembre de 1998) es un jugador profesional estadounidense de fútbol americano que se desempeña en la posición de punter en Pittsburgh Steelers, equipo de la National Football League (NFL).

## Carrera
Fue seleccionado en la séptima ronda en la Reunión Anual de Selección de Jugadores de la NFL de 2021. Hizo su debut profesional con el equipo Pittsburgh Steelers, donde lleva jugando tres temporadas.